# Český rozhlas Radio Prague International
Český rozhlas Radio Prague International (v letech 1993–2013 Český rozhlas 7 – Radio Praha, 2013–2019 Český rozhlas Radio Praha) je stanice Českého rozhlasu, provozující na objednávku České republiky vysílání do zahraničí. Financuje ji Ministerstvo zahraničních věcí České republiky, obsahovou náplň vytváří Český rozhlas. Stanice denně vyrábí zpravodajské půlhodinové pořady v pěti jazycích, v nichž zahraniční posluchače, krajany i cizince v České republice informuje o událostech v Česku. Stanice rovněž provozuje webový portál Radio.cz v českém, anglickém, německém, ruském, španělském, francouzském a ukrajinském jazyce. Šéfredaktorkou stanice je Klára Stejskalová. Zahraniční vysílání bylo v Československu zahájeno v roce 1936.

## Historie

### Začátky
Pravidelné české vysílání Radiojournalu do zahraničí bylo zahájeno 31. srpna 1936 v 10.00 hodin. Ujal se ho anglickým proslovem technický ředitel Radiojournalu Eduard Svoboda. V prvních dnech se vysílalo na krátkých vlnách celkem 6 hodin denně ve třech dvouhodinových blocích: od 10 do 12, od 17 do 19 a od 20 do 22 hodin. Od 13. září bylo vysílání rozděleno na evropské a americké. Jako jeden z kmenových reportérů zde působil František R. Kraus. Program se zpočátku skládal především z koncertů, zaznamenaných na tzv. blatnerfonu, předchůdci magnetofonu. Byl to rozměrný a těžký přístroj pro magnetický záznam zvuku na úzký ocelový pásek.
Vysílalo se živě. Mluveného slova bylo zpočátku minimálně, převážně šlo o ohlašování pořadů a zprávy (ve vysílání pro Evropu česky/slovensky, německy, francouzsky a anglicky, ve vysílání pro Ameriku česky/slovensky, anglicky, příležitostně rusínsky). Ze slovesných útvarů se vysílaly především přednášky v češtině a výjimečně v angličtině. Postupně se ovšem zahraniční servis rozšiřoval. Z týdeníku Radiojournal z roku 1937 lze vyčíst, že ve vysílání pro Ameriku byly zprávy desetiminutové a vedle češtiny/slovenštiny a angličtiny se vysílaly jednou týdně v rusínštině a od konce roku 1937 také ve španělštině. Ve vysílání pro Evropu byly zprávy pětiminutové a vysílaly se česky/slovensky, anglicky, německy a francouzsky, příležitostně i v některých dalších jazycích, jako např. v ruštině, italštině, vlámštině nebo v rumunštině. Hlavním vysílacím jazykem slovesných pořadů zůstávala čeština, ale přednášky se vysílaly také anglicky, německy a francouzsky. Na jejich výrobě i prezentaci se, podobně jako na zprávách, podíleli cizinci.

### Druhá světová válka
Na podzim 1938, po podpisu mnichovské dohody, což znamenalo odstoupení československého pohraničí, Sudet, nacistickému Německu, se výrazně zvýšil podíl zpravodajství. K dosavadním vysíláním pro Evropu, Ameriku a na východ přibyla dvě nová vysílání pro Střední a Jižní Ameriku. Celková délka programu dosáhla 19 hodin denně, z toho asi 14 hodin představovala hudba a víc než 3 hodiny zprávy. Ke stávajícím jazykům (čeština/slovenština, angličtina, němčina, francouzština, rusínština, španělština) se přiřadila italština, portugalština, srbochorvatština a rumunština. Aby bylo dosaženo maximálního efektu, krátkovlnné vysílání bylo sloučeno s domácí stanicí Praha II. Program krátkovlnného vysílání i stanice Praha II byl tedy šířen zároveň na krátkých i na středních vlnách. V prosinci 1938, po ztrátě vysílačů v pohraničí a po částečném osamostatnění Slovenského rozhlasu, se společnost Radiojournal přejmenovala na Česko-Slovenský rozhlas.
Po vyhlášení protektorátu Čechy a Morava v roce 1939 se vysílání na krátkých vlnách z téměř 20 hodin zúžilo na pouhé dvě hodiny, vysílané do Severní Ameriky. Vysílala se téměř výhradně hudba s oficiálními desetiminutovými zprávami.

### Poválečná éra
Ihned po skončení druhé světové války se vysílání do zahraničí rozjelo nanovo. Nejprve se vysílalo anglicky, česky, německy, francouzsky a italsky. Záhy došlo k významnému rozšíření. Počátkem roku 1947 se vysílalo v 18 jazycích (bulharština, francouzština, srbochorvatština, slovinština, lužická srbština, němčina, polština, ruština, rumunština, švédština, norština, dánština, španělština, italština, angličtina, esperanto, čeština/slovenština). Půlhodinové relace byly zkráceny na patnáctiminutové. V následujících dvou letech se tento stav v zásadě nezměnil, pouze se prodlužovala celková doba vysílání.

### Doba komunistického režimu
Nástup komunismu se zásadně promítl i do fungování zahraničního vysílání. Nejdůležitější změnou bylo to, že zhruba polovina vysílání byla nasměrována do zemí tzv. sovětského bloku: Polsko, Německo, Maďarsko, Bulharsko, Sovětský svaz, Jugoslávie, vysílalo se dokonce v jazyce Lužických Srbů, žijících na území Východního Německa. Velký důraz se kladl na to, do jaké země se vysílá. Začalo se například rozlišovat vysílání v němčině do Německa, Rakouska a Švýcarska. Do některých zemí se vysílalo více jazyky. Samostatným jazykem Radia Praha se stalo esperanto.
V dubnu 1948 byl Československý rozhlas zestátněn, o jeho vedení a programovém zaměření napříště rozhodovala Komunistická strana Československa. V létě 1948 bylo vysílání do zahraničí sloučeno s politickým zpravodajstvím, aby byla zajištěna jednotná politická linie v domácím i zahraničním vysílání. V programu se to promítlo tak, že Radio Praha připravovalo jiný program pro spřátelené země, které se vydaly na cestu socialismu, a jiný pro země kapitalistické, považované za nepřátelské. Hlavním cílem vysílání do kapitalistických zemí bylo „paralyzovat pomluvy o socialistickém Československu a získávat posluchače pro ideje socialismu“, zatímco cílem vysílání do zemí sovětského bloku bylo „upevňovat přátelské svazky mezi socialistickými zeměmi a posilovat vztah k Sovětskému svazu“. Rozsah vysílání Radia Praha v 50. letech prudce rostl. Byly zavedeny nové jazyky, arabština a portugalština. Jestliže ještě v roce 1949 dosahovala celková denní doba vysílání 10 hodin, v roce 1954 to bylo již 14,5 hodiny a v roce 1960 již 32 hodiny. V roce 1962 dosáhlo Radio Praha, co do rozsahu vysílání svého maxima, 33 hodin denně.
Z archivních materiálů vyplývá, že v 50. letech bylo v Československém rozhlase zřízeno tzv. „B vysílání“ v italštině a francouzštině. Stalo se tak po intervenci Komunistické strany Československa. Ta reagovala na žádost komunistických stran z Itálie a Francie, které chtěly ovlivňovat dění ve svých zemích. Vysílání zajišťovaly skupiny italských a francouzských komunistů, vyslaných do Prahy. Italský pořad se jmenoval Oggi in Italia a francouzský Ce soir en France. Italské „B vysílání“ bylo z důvodu utajení přemístěno mimo budovu Československého rozhlasu a pořad Oggi in Italia se vysílal z území Německé demokratické republiky, aby nebyla kompromitována československá vláda. Zmínky o francouzském „B vysílání“ v 60. letech mizí, italské „B vysílání“ bylo zrušeno v roce 1970 v době příklonu italských komunistů k eurokomunismu. Paralelně s tímto tajným vysíláním po celou dobu fungovalo pravidelné vysílání Radia Praha v italštině a francouzštině.
Objem vysílání do zahraničí v 70. letech stále rostl. V roce 1981 byla vytvořena polská redakce. Vysílala hodinu denně a měla působit proti hnutí Solidarita. Později se stala součástí Interprogramu. Tato kapitola se uzavřela v roce 1986.

### Návrat k demokracii
Koncem roku 1989 byly ve střední a východní Evropě smeteny komunistické režimy, vládnoucí čtyři dlouhá desetiletí. Z Československého rozhlasu odešli nejzkompromitovanější pracovníci a agenti Státní bezpečnosti. Radio Praha se postupně navracelo ke svému původnímu poslání – nezaujatě a vyváženě informovat o dění v Československu. Znovu byla zavedena předválečná znělka z Novosvětské symfonie Antonína Dvořáka. Od počátku 50. let až do roku 1989 tvořilo znělku Radia Praha komunistická píseň „Kupředu levá“.
Od 1. dubna do 7. května 1990 se Radio Praha odmlčelo. Pokračovalo pouze vysílání pro krajany v češtině a slovenštině a Interprogram. Důvodem této pauzy bylo nevyjasněné postavení vysílání do zahraničí a programová, personální a technická redukce. Již před tím bylo zrušeno vysílání v arabštině, italštině a portugalštině pro Latinskou Ameriku. Z osmi vysílacích jazyků zbylo pět: čeština/slovenština, angličtina, němčina, francouzština a španělština. Došlo k výraznému omezení programu a propuštění zaměstnanců. Ze zhruba 360 pracovníků Radia Praha v roce 1989 jich o čtyři roky později zbylo něco přes padesát. Od roku 1993, kdy došlo k rozdělení Československa a tím i Československého rozhlasu, je vysílání do zahraničí samostatným vysílacím okruhem Českého rozhlasu. Ke španělštině, angličtině, němčině a francouzštině přibyla od roku 2000 také ruština, naopak v roce 2018 bylo ukončeno vysílání v češtině. Radio Prague International má také samostatnou redakci věnující se krajanům.

## Vývoj názvu
Před válkou se stanice hlásila jako „krátkovlnná československá stanice Praha“ nebo různé varianty tohoto sousloví ve spojení s identifikační značkou vysílače OLR. Po válce se k identifikaci používalo v různých jazycích různého označení: „Stanice Praha“, „Tady Praha – Československo“, „Hovoří Praha, Československý rozhlas - vysílání pro Afriku“, apod.
Spojení Radio Praha se objevilo koncem 50. let v DX hlídkách a začalo se používat ve styku s posluchači, hlavně v souvislosti s Kluby posluchačů Radia Praha. Od 60. let se název Radio Praha objevoval na vysílacích rozvrzích, QSL lístcích a dalších tištěných materiálech. K identifikaci se označení Radio Praha začalo používat jen v některých jazycích. V 70. letech bylo užívání názvu Radio Praha posíleno vznikem Interprogramu Radio Praha. Plošně se toto označení ustálilo až v 90. letech (počátkem 90. let se krátce používalo názvu Radio Czechoslovakia International). Ve vysílání se užívalo spojení „Radio Praha – vysílání Českého rozhlasu do zahraničí“. V září 2019 došlo ke změně na Radio Prague International.

## Distribuce signálu
Program Radia Prague International je šířen v režimu free-to-air, tedy zdarma.
K 31. lednu 2011 bylo po 75 letech zcela ukončeno vysílání na krátkých vlnách z vysílače Pohodlí. Hlavním distribučním kanálem je v současnosti internet a satelitní vysílání. K internetu bylo Radio Praha připojeno koncem roku 1994. Jako jedno z prvních českých médií začalo na své webové stránce Radio.cz nabízet zprávy v textové podobě ve všech vysílacích jazycích. Vedle vlastního webu provozovalo Radio Praha krajanské webové stránky Krajane.net.
V Severní Americe je možné naladit vysílání Radia Prague International v angličtině a španělštině na frekvenci 9955 kHz prostřednictvím Radio Miami International.
Vysílání Radia Prague International ve všech jazycích je v Evropě přenášeno systémem DVB-S2 přes satelit Astra 3B.

## Mezinárodní partnerství
Od roku 1999 je Radio Prague International členem Asociace mezinárodních rozhlasových a televizních stanic (Association for International Broadcasting). Radio Prague International je také zakládajícím členem Asociace pro koordinací krátkovlnných frekvencí (High Frequency Coordination Conference). Je také členem tzv. G-5, skupiny zahraničních vysílání sdružujících Radio Canada International, Radio Poland, Radio Romania International a Swissinfo.